# Bartolomeo Zabarella
Bartolomeo Zabarella (Padova, 1399 – Radicofani, 12 agosto 1445) è stato un arcivescovo cattolico italiano, nunzio apostolico, arcivescovo di Spalato e Firenze.

## Biografia
Nacque in una famiglia originaria di Piove di Sacco di recente affermazione. Il padre Andrea era fratello di Francesco Zabarella, giurista e cardinale di obbedienza pisana; Bartolomeo ne diventerà erede, seguendone le orme negli studi e nella carriera ecclesiastica. 
Fu dal 1426 al 1430 arciprete della cattedrale patavina, resse poi da arcivescovo Spalato e, dal 1439, Firenze, succedendo a Ludovico Scarampi.
Tra le legazioni compite per il pontefice si ricordano quelle compiute in Germania, Francia e Spagna, dove dimostrò le sue doti di finissimo oratore.
Stando all'epigrafe posta sul suo sepolcro, nell'estate 1445 papa Eugenio IV lo avrebbe nominato cardinale in pectore, ma il 1° agosto 1445, ammalatosi, preferì lasciare Roma per tornare a Firenze. Il 5 agosto, giunto a Sutri, le sue condizioni peggiorarono e decise di fare testamento. Ripreso il viaggio, morì il 12 agosto lungo la strada per Siena, all'altezza di Radicofani.
Inizialmente il suo corpo fu sepolto, senza onori, presso la vicina abbazia di San Salvatore. Poco dopo Girolamo Aliotti scrisse un'orazione funebre che non venne mai recitata. Infine, la salma fu traslata nella cattedrale di Padova, vicino alla tomba dello zio Francesco.
Già l'8 agosto, mentre l'arcivescovo era ancora in vita, la Signoria di Firenze aveva proposto al pontefice e a vari cardinali una rosa di possibili successori, chiedendo esplicitamente una personalità del luogo, che si impegnasse a risiedere in città e maggiormente partecipe alla cura della diocesi. La scelta cadde, in effetti, su Antonino Pierozzi.